# The Man Machine
Az 1978-as The Man Machine (német címe Die Mensch-Maschine) a Kraftwerk hetedik nagylemeze. Szerepel rajta a The Model  című dal, mely a brit albumlista élére került 1982-ben. Az album bekerült az 1001 lemez, amit hallanod kell, mielőtt meghalsz című könyvbe.

## Az album dalai
| 1. | The Robots (Die Roboter) | Ralf Hütter, Florian Schneider, Karl Bartos | 6:11 |
| 2. | Spacelab                 | Hütter, Bartos                              | 5:51 |
| 3. | Metropolis               | Hütter, Schneider, Bartos                   | 5:59 |

| 1. | The Model (Das Modell)                | Hütter, Bartos, Emil Schult | 3:38 |
| 2. | Neon Lights (Neonlicht)               | Hütter, Bartos              | 9:03 |
| 3. | The Man-Machine (Die Mensch-Maschine) | Hütter, Bartos              | 5:28 |

## Közreműködők
- Ralf Hütter – ének, vocoder, szintetizátor, billentyűk, orchestron, synthanorma sequenzer, elektromos hangszerek, borító
- Florian Schneider – vocoder, votrax, szintetizátor, elektromos hangszerek
- Karl Bartos – elektromos dobok
- Wolfgang Flür – elektromos dobok

## Fordítás
Ez a szócikk részben vagy egészben a The Man-Machine című angol Wikipédia-szócikk ezen változatának fordításán alapul.  Az eredeti cikk szerkesztőit annak laptörténete sorolja fel. Ez a jelzés csupán a megfogalmazás eredetét és a szerzői jogokat jelzi, nem szolgál a cikkben szereplő információk forrásmegjelöléseként.